# Batalla d'Adwa
La batalla d'Adwa (també coneguda com a Adowa, o de vegades pel nom italià Adua) va tenir lloc l'1 de març de 1896 entre l'Imperi d'Etiòpia i el Regne d'Itàlia, prop de la ciutat d'Adwa a Etiòpia, a la Regió Tigre. Va ser la batalla culminant de la Primera Guerra Italoetíop, que va aconseguir mantenir la sobirania etíop front a l'expansió imperialista italiana.

## Antecedents

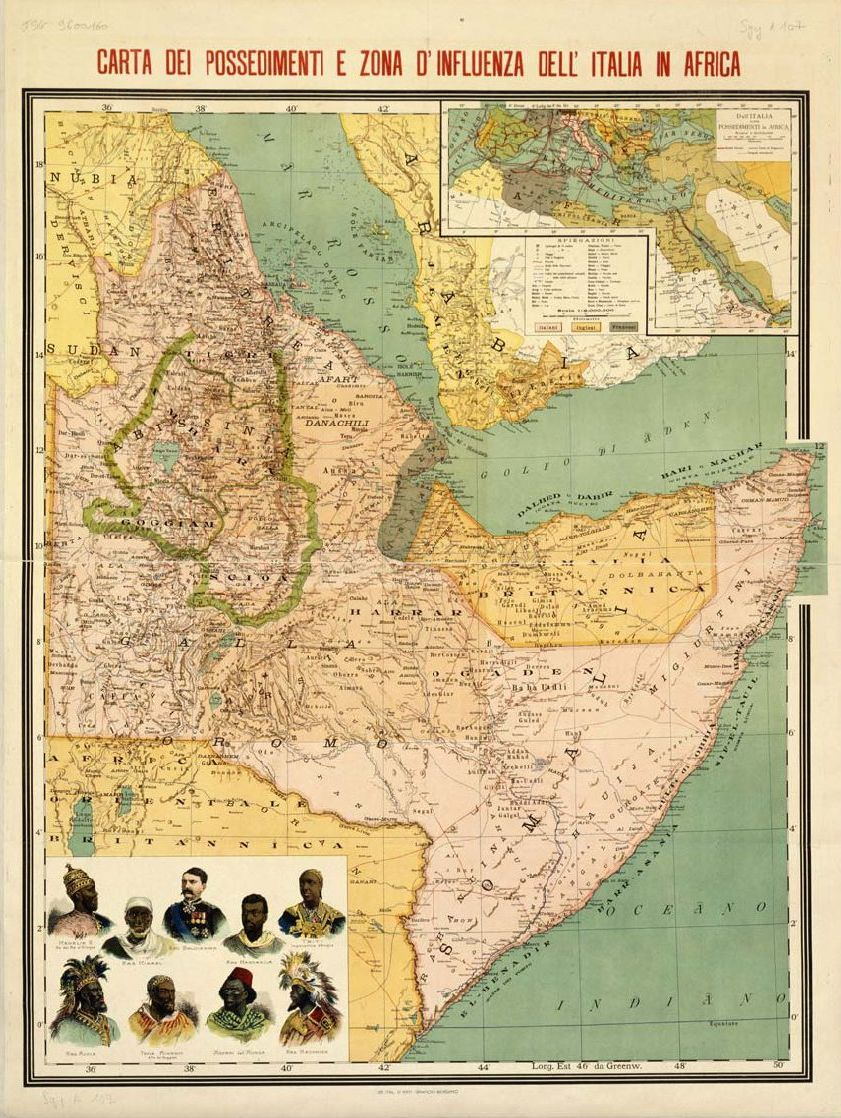
Possessions italianes a Afrique en 1896

A principis del segle xx, les potències europees s'havien repartit la major part d'Àfrica. Les dues úniques nacions que es mantingueren independents van ser la jove República de Libèria, a la costa oest del continent i l'imperi d'Etiòpia a l'estratègica Banya d'Àfrica. El Regne d'Itàlia recentment unificat era un nouvingut a la cursa colonial africana però ja havia conquerit recentment dos territoris africans: Eritrea i Somalilàndia. Tots dos eren prop d'Etiòpia a la Banya d'Àfrica i estaven greument empobrits. Itàlia va tractar de millorar la seva posició a l'Àfrica mitjançant la conquesta d'Etiòpia i la unió dels seus dos territoris.
Els italians van augmentar la pressió sobre el seu domini de diverses maneres prenent Makalle, Adrigat i Adowa, que vorejaven la seva reclamació original sota el Tractat de Wuchale. Les tropes italianes a la colònia sumaven uns 36.000 homes entre unitats italianes i batallons d'àscari locals, dispersos en nombroses guarnicions. Els italians van culminar la campanya militar creuant el riu Mareb cap al Tigre (a la frontera amb Eritrea) el desembre de 1894, esperant que potentats descontents com Hailu Tekle Haymanot de Gojjam i Mengesha Yohannes del Tigre s'unissin a ells, però es van aliar amb l'emperador Menelik II en una mostra de nacionalisme i sentiment anti-italià, i Menelik va estacionar un exèrcit prop d'Awsa tractant d'impedir al sultà d'honorar el seu compromís de cooperar amb Itàlia.
El desembre de 1894, Bahta Hagos va liderar una rebel·lió contra els italians a Akkele Guzay, demanant el suport de Mengesha. Unitats de l'exèrcit del general Oreste Baratieri sota el comandant Pietro Toselli van aixafar la rebel·lió i van matar Bahta a la batalla d'Halai i van ocupar Adua. Baratieri, sospitant que Mengesha envairia Eritrea el va combatre i vèncer a la batalla de Coatit el 13 de gener de 1895, perseguint Mengesha en retirada, capturant armes i documents importants que demostraven la seva complicitat amb Menelik. La victòria d'aquesta campanya, juntament amb les victòries britàniques a la guerra del Mahdí, va portar els italians a menystenir les dificultats a superar en una campanya contra Menelik, qui va oferir una aliança a França que fou rebutjada en assegurar-se el control de Protectorat francès de Tunísia pel suport italià al tractat de Bardo. Pràcticament sol, el 17 de setembre de 1895, Menelik va emetre una proclama cridant als homes de Shewa a unir-se al seu exèrcit a Were Ilu.
Quan els italians estaven disposats a entrar al territori etíop, els etíops es van mobilitzar en massa per tot el país, i un exèrcit de 196.000 homes mobilitzat precipitadament de totes les parts d'Abissínia, més de la meitat dels quals estaven armats amb fusells moderns, es va reunir a Addis Abeba en suport de l'emperador i la defensa del seu país.
Menelik II es va traslladar el 13 de febrer amb les seves forces cap a les posicions italianes, només per retirar-se i establir-se en posició defensiva a la conca de l'Adua, a pocs quilòmetres de les posicions italianes de Saurià. Algunes bandes d'irregulars al servei dels italians van desertar a favor dels etíops, atacant les posicions dels voltants d'Adigrat i donant lloc a alguns petits enfrontaments amb la guarnició comandada pel coronel Ferrari: les lluites van tenir lloc al turó de Seetà a la nit entre el 13 i el 14 de febrer, i al turó d'Alequà el 16 de febrer. Preocupat pel progrés de la guerra, el 21 de febrer Francesco Crispi va decidir enviar reforços substancials a Eritrea i substituir Oreste Baratieri pel general Antonio Baldissera, comandant anterior de les tropes italianes a la Colònia i que va sortir d'incògnit d'Itàlia el 23 de febrer, per evitar efectes nocius en la moral de Baratieri.

## La batalla
La situació logística dels dos exèrcits empitjorava, sobretot per a l'italià, a la rereguarda del qual havien esclatat diverses revoltes. El 24 de febrer Oreste Baratieri va traslladar el seu exèrcit cap al campament etíop, però, veient que l'enemic no mostrava cap senyal de voler acceptar la lluita va tornar als campaments aquell mateix vespre. Les condicions logístiques van empitjorar encara més i el 27 de febrer, Baratieri va demanar consell als seus generals, que es van expressar per dur a terme un atac immediat. El 29 de febrer al vespre, les tropes italianes, dividides en quatre brigades, partiren cap a la conca de l'Adua. La coordinació i les connexions entre les diferents unitats eren dolentes, agreujades pel desconeixement del terreny i la manca de mapes fiables. A l'alba de l'1 de març, les brigades italianes es van trobar disperses i desconnectades les unes de les altres, oferint a l'exèrcit del Negus l'oportunitat d'enfrontar-s'hi una a una i aixafar-les per superioritat numèrica. A la tarda s'havia acabat la batalla: l'exèrcit italià havia estat destruït amb 6.000 morts, 1.500 ferits i 3.000 presoners. Les restes del cos expedicionari es van replegar a Eritrea.

## Conseqüències
La guerra, que va acabar amb la signatura del tractat d'Addis Abeba va confirmar la independència d'Etiòpia, que va delimitar la frontera amb l'Eritrea italiana.
El Tractat Italoetíop de 1928 senyalava que la frontera entre la Somàlia italiana i Etiòpia era de 21 llegües paral·leles a la costa de Benadir (aproximadament a 118 km), i el 1935, soldats italians comandats pel Mariscal Emilio de Bono envaïen Etiòpia. La guerra durà set mesos abans que es declarés una victòria italiana. La invasió fou condemnada per la Societat de Nacions, tot i que no es va fer massa per acabar amb les hostilitats. Etiòpia es convertia en part de l'Àfrica Oriental Italiana fins al seu alliberament el 1941 per partisans etíops, que comptaven amb el suport decidit de les forces aliades a Àfrica del Nord.